# Parafia Bożego Ciała w Siedlcach
Parafia Bożego Ciała w Siedlcach – rzymskokatolicka parafia w Siedlcach. Parafia należy do dekanatu siedleckiego leżącego w diecezji siedleckiej.

## Historia
Parafia została erygowana w 1987 roku. Kościół parafialny jest murowany, w stylu współczesnego budownictwa sakralnego. Został wzniesiony w latach 1991–1998 staraniem ks. Stanisława Wojteczuka.

## Zasięg parafii
Do parafii należą wierni z Siedlec mieszkający przy ulicach: A. Asnyka, Batalionów Chłopskich, T. Boya-Żeleńskiego, Bieszczadzkiej, Brzechwy, I. Daszyńskiego, Dyw. 303, Fizylierów, Fredry, K.I. Gałczyńskiego, Grunwaldzkiej, Inżynierskiej, Jaśminowej, Kałuszyńskiej, J. Kasprowicza, I. Kraszewskiego, L. Kruczkowskiego, Kruszcowej, Kurpiowskiej, Kwiatowej, Lotników, Łomżyńskiej, W. Łukasińskiego, Karpackiej, Kaszubskiej, Mazurskiej, Monte Cassino, Niklowej, C.K. Norwida, Obrońców Helu, Obrońców Westerplatte, Okrężnej, Paderewskiego, Pancernych, Piramowicza, Plac Weteranów, Plantowej, Platynowej, Podlaskiej, Pomorskiej, Powstańców Warszawy, Poznańskiej, I. Prądzyńskiego, Saperów, L. Staffa, Storczykowa, Ułanów, Warszawskiej, Wesołej, Węgrowskiej, Widok, S. Wyspiańskiego i Zambrowskiej.